# Hortensio Vidaurreta
Hortensio Vidaurreta García ( 11 de enero de 1928, Iguzquiza (Navarra, España - 28 de febrero de 1984, Irún) fue un ciclista navarro, compitió entre los años 1946 y 1960, durante los que consiguió 47 victorias. 
Era un corredor que andaba bien en todos los terrenos, destacando en las subidas, logrando un gran número de victorias en carreras regionales gracias también a su buena punta de velocidad en los sprints. 
Tuvo una gran rivalidad con su paisano Jesús Galdeano, el cual empezaba a despuntar cuando Hortensio era ya un veterano. Entre ambos se disputaron la hegemonía del ciclismo navarro de la época. Dos de sus hermanos también fueron ciclistas profesionales Félix Vidaurreta, el cual logró un total de 21 victorias, y Miguel Vidaurreta, con 4 victorias.

## Palmarés
| 1946 - Olazagutia 1948 - Vitoria (Circuito San Antonio) - Galdakao - GP Vizcaya - Tafalla - 2.º en el Campeonato de España de Regiones Contrarreloj (con Vasconavarra) 1949 - Lazkao - Beasáin (P. Loinaz) - G.P.San Juan (Éibar) - Renteria (Campeonato de Guipúzcoa) - Elorrio - Altsasu - Durango - 2.º en el Campeonato de España de Regiones Contrarreloj (con Vasconavarra) 1950 - Circuito Estella-Igusquiza - Tudela 1951 - Aretxabaleta (Vuelta al Valle de Leniz) - Campeonato Vasco-Navarro de Montaña - Campeonato Vasco Navarro (Altsasu) - Circuito Estella-Igusquiza 1952 - Subida a Arrate - Campeonato Vasco-Navarro de Montaña - 1 etapa de la Vuelta a Castilla 1953 - Trofeo Masferrer - Bergara (P. Pentecostes) - Campeonato Vasco-Navarro de Montaña - Clásica de Ordizia - Billabona - Circuito de Guecho - 1 etapa del G.P. Ayuntamiento de Bilbao - Campeonato de Navarra | 1954 - 1 etapa de la Gran Premio de la Bicicleta Eibarresa - G.P. San Juan (Éibar) - Clásica de Ordizia - 2 etapas de la Vuelta a Aragón - 3.º en el Campeonato de España de Montaña - 2.º en el Campeonato de España de Regiones Contrarreloj (con Navarra) 1955 - G.P. Primavera - Gran Premio Ribera - 3.º en el Campeonato de España de Regiones Contrarreloj (con Navarra) 1956 - Mondragon (Circuito San Juan) - Campeonato Vasco Navarro de Montaña - Vuelta al Baztan - 2.º en el Campeonato de España de Montaña 1957 - Vuelta a Andalucía - 1 etapa de la Gran Premio de la Bicicleta Eibarresa - Circuito de Guecho - Zumarraga 1958 - 2 etapas de la Vuelta a Andalucía - 1 etapa de la Gran Premio de la Bicicleta Eibarresa - Iurreta (G.P. San Miguel) |

## Resultados en Grandes Vueltas y Campeonato del Mundo
Durante su carrera deportiva ha conseguido los siguientes puestos en las Grandes Vueltas y en los Campeonatos del Mundo en carretera:
| Carrera         | 1946 | 1947 | 1948 | 1949 | 1950 | 1951 | 1952 | 1953 | 1954 | 1955 | 1956 | 1957 | 1958 | 1959 | 1960 |
| --------------- | ---- | ---- | ---- | ---- | ---- | ---- | ---- | ---- | ---- | ---- | ---- | ---- | ---- | ---- | ---- |
| Giro de Italia  | -    | -    | -    | -    | -    | -    | -    | -    | 67.º | -    | -    | -    | -    | -    | -    |
| Tour de Francia | X    | -    | -    | -    | -    | -    | Ab.  | -    | -    | -    | -    | -    | -    | -    | -    |
| Vuelta a España | -    | -    | -    | X    | Ab.  | X    | X    | X    | X    | Ab.  | Ab.  | 32.º | Ab.  | Ab.  | -    |
| Mundial en Ruta | -    | -    | -    | -    | -    | -    | -    | -    | -    | -    | -    | -    | Ab.  | -    | -    |

-: no participa

Ab.: abandono

X: ediciones no celebradas

## Equipos
- Independiente (1946-1948)
- Touring (1949)
- Independiente (1950-1953)
- Berkel-Mostajo / RCD Español (1954)
- Peña Solera (1955)
- Faema (1956)
- Real Unión-Palmera (1957)
- Beasáin-Caobania (1958)
- Urago-D'Alessandro (1959)
- Garsa (1960)